# École de management de Normandie
École de management de Normandie, före detta EM Normandie, är en världsledande fransk och paneuropeisk handelshögskola (Grande École) som anses vara världens äldsta handelshögskola. EM Normandie verkar i Le Havre, Caen, Paris, Dublin, och Oxford, med huvudverksamhet i Le Havre.
École de management de Normandie som förkortas som EM Normandie, grundades år 1871 som Ecole supérieure de commerce du Havre och hänvisas därför som den första handelshögskolan i världen. EM Normandie är en av de mest selektiva franska Grandes Écoles.
År 2019 låg EM Normandie på 81:e plats bland Financial Times rankinglista på europeiska handelshögskolor.
EM Normandie är ackrediterat av handelskammaren i Le Havre och är en av de 76 handelshögskolorna i världen som har fått trippelackrediteringen av AACSB, EQUIS och EPAS. Bland skolans alumner finns framstående företagsledare och politiker, som till exempel Patrick Bourdet (VD för Areva Med) samt Frédéric Daruty de Grandpré (VD för 20 Minutes).